# City Center Landshut
Das City Center Landshut (CCL) ist ein Einkaufszentrum in der Nähe der Landshuter Altstadt. Es beherbergt über 40 Geschäfte und ein Multiplex-Kino mit knapp 1.600 Sitzplätzen verteilt auf elf Säle.

## Geschichte
Die Planung für das 70 Millionen Euro teure Gebäude begannen im Jahr 1998. Es sollte ein zentrumsnaher, sich in die Umgebung einpassender Komplex entstehen.
Baubeginn war im Jahr 2001 auf einer Freifläche nahe der Isar, die zuvor als Großparkplatz diente. Nach ungefähr zwei Jahren Bauzeit wurde das CCL am 23. Oktober 2003 eingeweiht, die Eröffnung des Kinos erfolgte einen Monat später.

## Architektur und Informationen
Das CCL wurde in Planungsgemeinschaft zweier Unternehmen als architekturgeführtes Design-Build-Projekt realisiert. Das Architekturkonzept verbindet den historischen Stadtkern mit modernem städtischem Leben, wofür der gesamten Entwicklung ein Anerkennungspreis im Rahmen des deutschen Städtebauwettbewerbs verliehen wurde.
Das Gebäude hat drei Untergeschosse, die als Tiefgarage genutzt werden. Im obersten dieser drei Stockwerke befinden sich außerdem das Parkhausbüro und mehrere Geschäfte des Einkaufszentrums. Um dem möglichen Eindringen von Grundwasser und Wasser aus der Isar Herr zu werden, mussten komplizierte Maßnahmen ergriffen werden. 
Über der Erde teilt sich das Einkaufszentrum in drei Komplexe:
- Im zentralen Hauptkomplex selbst befinden sich auf zwei Stockwerken die gut 40 Geschäfte. Über dem Zentrum befinden sich 3 Büroetagen.
- Im zweiten, direkt angebundenen Komplex befindet sich die Ladezone, die Geschäftsführung und ein Dienstleister. Im zweiten Obergeschoss liegt das Kinopolis Landshut, mit elf Kinosälen, Gastronomie und eine begrünte Dachterrasse. In den darüberliegenden Stockwerken befinden sich noch einige Kinosäle, eine Eventlounge (meist als Diskothek genutzt) und ein Aufenthaltsraum.
- Der dritte Komplex, eine Geschäftszeile, die aufgrund ihrer Form im Volksmund „Banane“ genannt wird, liegt westlich vom Hauptkomplex und ist von diesem durch einen schmalen Fußweg deutlich abgetrennt. Hier befinden sich in unteren Etagen weitere Läden und Büroräume, darüber Wohnungen.

Zu den Spitzenzeiten wird das City Center Landshut von 25.000 Menschen am Tag besucht.
Das CCL bildet mit dem danebenliegenden Hauptgebäude der Sparkasse Landshut und dem gegenüberliegenden Bürokomplex der Deutschen Rentenversicherung ein eigenes Stadtteilzentrum „Am Alten Viehmarkt“.

## Centermanagement
Seit 2005 übernahm der Bauherr und Investor des CCL, die 4-RED GmbH - Real Estate Development, auch das Centermanagement und seit Ende 2006 zudem das Facility Management. Dadurch wurde seit Mitte 2006 die Vollvermietung im Handelsbereich erreicht.